# Aeropuerto Doctor Fuster
El Aeropuerto Dr. Augusto Roberto Fuster  (IATA: PJC, OACI: SGPJ) también conocido como Aeródromo de Pedro Juan Caballero es un aeropuerto de la ciudad de Pedro Juan Caballero en el norte de Paraguay. Cuenta con un solo vuelo comercial al Aeropuerto Internacional Silvio Pettirossi de Asunción, operado por Sol del Paraguay.

## Aerolíneas y destinos
En la actualidad no se operan destinos regulares desde este aeropuerto.

## Accesos al aeropuerto
El aeropuerto se encuentra a 20 km del centro de Pedro Juan Caballero, y se accede a ella por la Ruta 5.

### Otros aeropuertos de Paraguay
Otros aeropuertos importantes de Paraguay son el Aeropuerto Internacional Silvio Pettirossi de Asunción, Aeropuerto Internacional Guaraní de Ciudad del Este, el Aeropuerto Teniente Amín Ayub González de Encarnación, el Aeropuerto Eduardo Schaerer Vera y Aragón de Caazapá y el Aeropuerto Doctor Luis María Argaña de Mariscal Estigarribia.